# Fútbol Club Barcelona "B" (femenino)
El Fútbol Club Barcelona Femenino "B" es el equipo filial del Fútbol Club Barcelona Femenino de la sección femenina de su entidad matriz, el Fútbol Club Barcelona. Tiene su sede en Sant Joan Despí, Barcelona, España. Fue fundado en el año 2001, cuando el club azulgrana integró el Club Femení Barcelona dentro de su estructura deportiva.
Las azulgrana han competido en la Segunda División de España desde el 2008, cuando consiguieron ascender desde la Preferente Catalana. Dada su condición de filial, debe mantenerse al menos en una categoría inferior en el sistema de Liga. Debido a esta razón, no pueden optar a jugar los Play-offs de ascenso a la Primera División de España ni tampoco jugar la Copa de la Reina.
Otros de los equipos formativos femeninos que tiene la institución azulgrana son: Juvenil-Cadete, Infantil, Alevín E y Alevín F

## Historia
Fundado en el año 2003, el F. C. Barcelona "B" corresponde al segundo equipo femenino del Fútbol Club Barcelona, el cual nació luego de la inclusión de la sección femenina por parte del club, quienes siguiendo su tradición de futbol base azulgrana, funda el equipo para formar a jugadoras para el primer equipo. Compite en el Grupo Norte de la Segunda División de España.
Con la inauguración de la Ciudad Deportiva Joan Gamper, las azulgranas se mudaron a las dependencias de Sant Joan Despí para realizar sus sesiones de entrenamiento, junto con disputar sus partidos de local
El Barça "B" debió bajar de la Primera Nacional de España para competir en la Categoría Regional Catalana durante la temporada 2007-2008, esto debido al descenso que tuvo el primer equipo. Sin embargo, al año siguiente las azulgranas consiguieron recuperar la categoría volviendo a la Superliga Española y de forma paralela el filial consiguió quedar primera y así retornaban a la segunda categoría estatal.
En la temporada 2015-2016 por primera vez en la historia del club, las azulgranas se proclaman campeonas del Grupo III de la Segunda División de forma invicta. Esta buena racha permanecería los siguientes 2 años, siendo la época más provechosa del filial barcelonista.
Para el final de la campaña 2018-2019 consiguen el tercer lugar, lo cual les permitía clasificar para acceder al Grupo Norte de la recién inaugurada Primera División B.
Dado el éxito deportivo del primer equipo, influenciado de buena forma por el fútbol femenino y las jugadoras salidas de su cantera, es que en 2019 el club comienza a trabajar para fomentar aún más al formativo del Barca con tal de que futbolistas mujeres entren en La Masía. Sería hasta 2021 cuando la entidad azulgrana reactiva el proyecto de La Masia femenina para la temporada 2021-22 destinando la tercera planta del Centro de Formación Oriol Tort para jugadoras de los alrededores de Cataluña. El 1 de agosto de 2021, por primera vez en los 40 años del fútbol base culé, ingresan nueve jugadoras de las categorías inferiores del F. C. Barcelona quienes compaginarían el fútbol con los estudios viviendo en la residencia de Sant Joan Despí.

## Temporadas del filial
A continuación, se muestra el resultado de las últimas temporadas del filial azulgrana.
| Temporada                               | División               | Pos  | PJ | G  | E | P  | GF  | GC | DG  | Pts | Entrenador      |
| 2003-04                                 | 1ª Catalana            | 1.º  | -  | -  | - | -  | -   | -  | -   | -   | Ramon Torne     |
| 2004-05                                 | 2ª Grupo III           | 7.º  | -  | -  | - | -  | -   | -  | -   | -   | Ramon Torne     |
| 2005-06                                 | 2ª Grupo III           | 8.º  | -  | -  | - | -  | -   | -  | -   | -   | Ramon Torne     |
| 2006-07                                 | 2ª Grupo III           | 6.º  | 26 | 11 | 5 | 10 | 42  | 44 | -2  | 38  | Joaquim Querol  |
| 2007-08                                 | 1ª Catalana            | 1.º  | 26 | 24 | 6 | 0  | 101 | 20 | +81 | 78  | Joaquim Querol  |
| 2008-09                                 | 2ª Grupo III           | 10.º | 26 | 9  | 6 | 11 | 53  | 41 | +12 | 33  | Joaquim Querol  |
| 2009-10                                 | 2ª Grupo III           | 3.º  | 26 | 19 | 1 | 6  | 95  | 32 | +63 | 58  | Joaquim Querol  |
| 2010-11                                 | 2ª Grupo III           | 5.º  | 26 | 11 | 8 | 7  | 56  | 39 | +17 | 41  | Joaquim Querol  |
| 2011-12                                 | 2ª Grupo III           | 4.º  | 26 | 15 | 4 | 7  | 51  | 32 | +19 | 49  | Joaquim Querol  |
| 2012-13                                 | 2ª Grupo III           | 5.º  | 26 | 13 | 7 | 6  | 59  | 49 | +10 | 46  | Joaquim Querol  |
| 2013-14                                 | 2ª Grupo III           | 7.º  | 26 | 10 | 5 | 11 | 39  | 31 | +8  | 35  | Jordi Ventura   |
| 2014-15                                 | 2ª Grupo III           | 2.º  | 26 | 19 | 6 | 1  | 77  | 12 | +65 | 63  | Jordi Ventura   |
| 2015-16                                 | 2ª Grupo III           | 1.º  | 26 | 23 | 3 | 0  | 104 | 11 | +93 | 72  | Zoe García      |
| 2016-17                                 | 2ª Grupo III           | 1.º  | 26 | 19 | 3 | 4  | 79  | 23 | +56 | 60  | Zoe García      |
| 2017-18                                 | 2ª Grupo III           | 1.º  | 26 | 20 | 3 | 3  | 81  | 17 | +64 | 63  | Jordi Ventura   |
| 2018-19                                 | 2ª Grupo III           | 3.º  | 26 | 16 | 5 | 5  | 72  | 26 | +46 | 53  | Jordi Ventura   |
| 2019-20                                 | 1ªB Grupo Norte        | 3.º  | 22 | 14 | 3 | 5  | 61  | 28 | +33 | 45  | Jordi Ventura   |
| 2020-21                                 | 1ªB Grupo Norte "B"    | 3.º  | 16 | 7  | 5 | 4  | 30  | 19 | +11 | 26  | Miguel Llorente |
| 2020-21                                 | 1ªB Grupo Norte "C"    | 4.º  | 24 | 12 | 5 | 7  | 47  | 26 | +21 | 41  | Miguel Llorente |
| 2021-22                                 | 1ªB Grupo Norte        | 5.º  | 30 | 16 | 3 | 11 | 52  | 32 | +20 | 51  | Oscar Belis     |
| 2022-23                                 | 1ª Federación Femenina | 1.º  | 30 | 18 | 5 | 7  | 58  | 31 | +27 | 59  | Oscar Belis     |
| 2023-24                                 | 1ª Federación Femenina | 1.º  | 26 | 18 | 4 | 4  | 55  | 17 | +38 | 58  | Oscar Belis     |
| 2024-25                                 | 1ª Federación Femenina | 8.º  | 26 | 16 | 8 | 2  | 42  | 35 | +7  | 38  | Oscar Belis     |
| Actualizado hasta el 20 de mayo de 2025 |                        |      |    |    |   |    |     |    |     |     |                 |

## Palmarés
| Competición nacional                       | Títulos (5)                                  | Subcampeonatos (1) |
| ------------------------------------------ | -------------------------------------------- | ------------------ |
| Segunda División de España Grupo III (5/1) | 2015-16, 2016-17, 2017-18, 2022-23, 2023-24. | 2014-15.           |
| Preferente Catalana (2/0)                  | 2003-04, 2007-08.                            |                    |

## Estadio

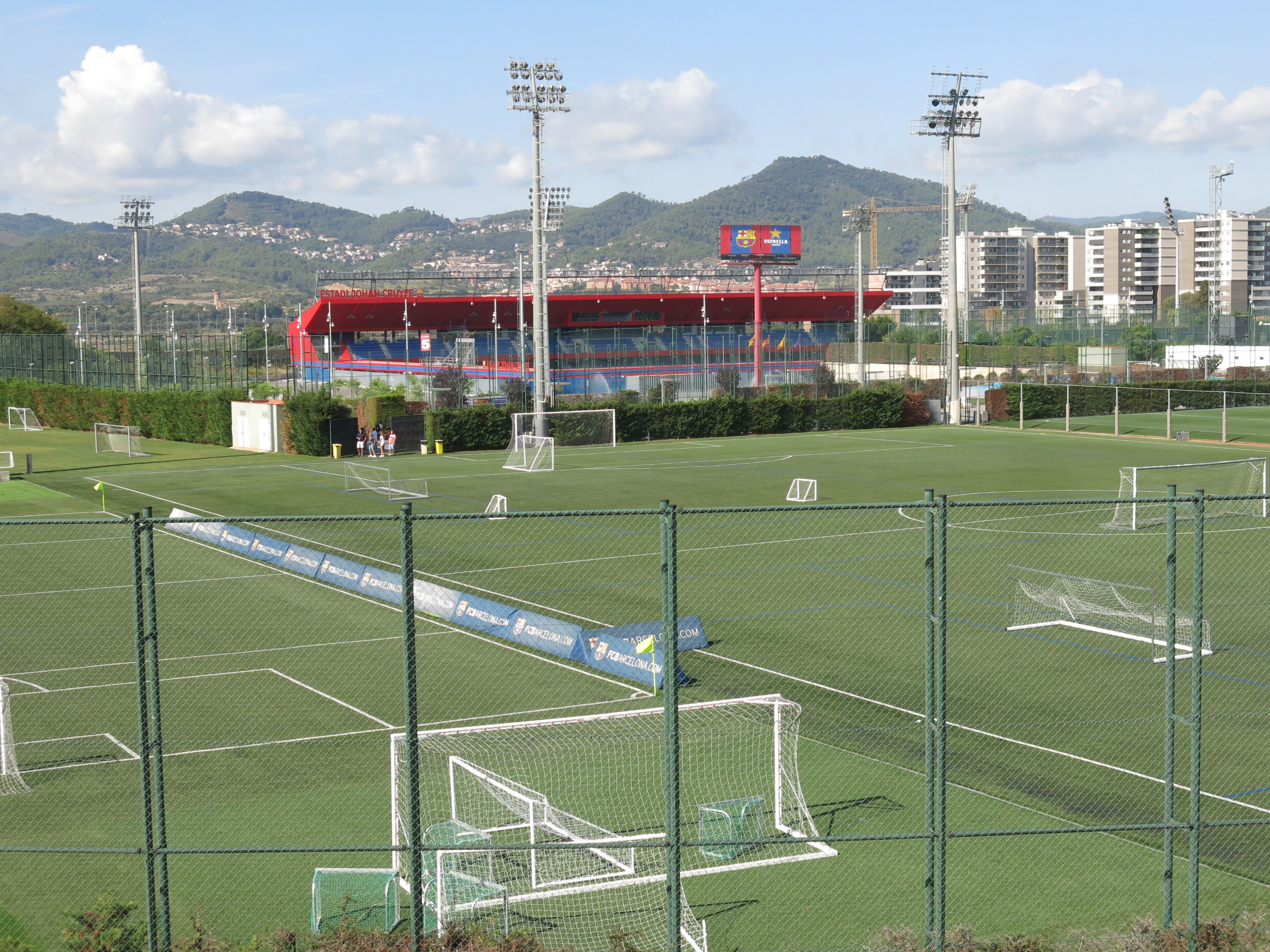
El Barça "B" disputa sus encuentros en la Ciudad Deportiva Joan Gamper.

El equipo filial disputa sus partidos de local en las dependencias de la Ciudad Deportiva Joan Gamper ubicada en Sant Joan Despí.

## Organigrama deportivo

### Plantilla 2025-26

#### Transferencias 2025-26
| Altas     | Altas          | Altas               | Altas  | Altas |
| Jugadora  | Posición       | Procedencia         | Tipo   |       |
| --------- | -------------- | ------------------- | ------ | ----- |
| Alba Caño | Centrocampista | Boston Legacy F. C. | Cesión |       |

| Bajas           | Bajas          | Bajas               | Bajas    | Bajas |
| Jugadora        | Posición       | Destino             | Tipo     |       |
| --------------- | -------------- | ------------------- | -------- | ----- |
| Judit Pujols    | Defensa        | V. f. L. Wolfsburgo | Traspaso |       |
| Ona Baradad     | Delantera      | R. C. D. Espanyol   | Traspaso |       |
| Meritxell Muñoz | Portera        | R. C. D. Espanyol   | Traspaso |       |
| Onyeka Gamero   | Delantera      | Bay F. C.           | Traspaso |       |
| Alba Caño       | Centrocampista | Boston Legacy F. C. | Traspaso |       |

### Directivos Fútbol Femenino
| Directivos del Fútbol Femenino (2020-2021)   | Directivos del Fútbol Femenino (2020-2021) |
| Cargo                                        | Responsable                                |
| -------------------------------------------- | ------------------------------------------ |
| Directivo Responsable de la Sección Femenina | Xavier Puig                                |
| Director de Deportes                         | Xavier Budó                                |
| Mánager Deportivo                            | Markel Zubizarreta                         |
| Coordinador de las Categorías Inferiores     | Jordi Ventura                              |
| Responsable del Departamento de Metodología  | Isaac Guerrero                             |

### Cuerpo Técnico Fútbol Femenino
| Entrenadores del Fútbol Femenino (2020-2021) | Entrenadores del Fútbol Femenino (2020-2021) | Entrenadores del Fútbol Femenino (2020-2021) |
| División                                     | 1° Entrenador                                | 2° Entrenador                                |
| -------------------------------------------- | -------------------------------------------- | -------------------------------------------- |
| Primer equipo                                | Pere Romeu                                   | Rafel Navarro                                |
| Equipo filial                                | Oscar Belis                                  | Pol Grau                                     |
| Juvenil-Cadete                               | Pablo Tramullas                              | Miquel Llorens                               |
| Infantil                                     | Jesús López                                  | Víctor Sambola                               |
| Alevín E                                     | Pablo Álvarez                                | Berta Prat                                   |
| Alevín F                                     | Marc Almirall                                | Víctor Vilajosana                            |